# 索利吉
49°55′56″N 23°32′0″E / 49.93222°N 23.53333°E
索利吉（烏克蘭語：Солиги），是烏克蘭的村落，位於該國西部利沃夫州，由亞沃里夫區負責管轄，面積104.65平方公里，海拔高度260米，2001年人口135，人口密度每平方公里104.65人。